# Пендро
Пендро (курд. Pêndro, پێندرۆ ; англ. Pendro) це курдське село в іракському Курдистані, розташований в провінції Ербіль, поблизу кордону з Туреччиною, Він розташований приблизно 15–18 км на північ від Барзана, населенням понад 2540 осіб.